# Mjölnaån
Mjölnaån i västra Östergötland rinner från Tåkern till Vättern. Åns totala avrinningsområde är 387 km², varav ungefär hälften är åkermark. Med avseende på avrinningsområdets storlek är Mjölnaån därmed det tredje största tillflödet till Vättern (större är Forsviksån och Huskvarnaån). Medelvattenflödet vid mynningen är 2,2 m³/s. Ån är 53 km lång inklusive källflöden.
Tidigare stod Mjölnaån i förbindelse med vallgraven runt Vadstena slott, men denna grävda kanal dem emellan är numera borttagen. 